# Morning Shine
Il Morning Shine è stato un traghetto, appartenuto alla Oriental Pearl Ferry SA dal 2005 al 2011.

## Servizio
Varato il 21 dicembre 1972 nel cantiere navale Hayashikane Shipbuilding & Engineering Co. Ltd di Shimonoseki con il nome di Pegasus e consegnato il 9 aprile 1973 alla Taiyo Ferry K.K., prende servizio nello stesso mese nei collegamenti tra Kanda e Osaka.
Nel 1978 viene venduto alla Kyuko Ferry KK e prende servizio nei collegamenti tra Tokyo e Osaka.
Nel 1982 viene trasferito alla Osaka Shosen Mitsu Senpaku e, ribattezzato Osaka nel gennaio del 1983, continua ad operare sulla stessa rotta.
Nel dicembre del 1984 viene venduto alla greca Anek Lines e, ribattezzato Pegasus per il trasferimento, giunge a Perama, dove viene sottoposto ad intensi lavori di ristrutturazione e ribattezzato Chania. Nel 1985 prende servizio nei collegamenti tra Il Pireo e Chania.
Nel 1987 viene ribattezzato Aptera.
Nel 1997, con l'imminente ingresso in flotta del Kriti II, viene trasferito nei collegamenti tra Il Pireo ed Heraklion insieme al Lissos.
Nel maggio del 2001 prende servizio nei collegamenti tra Il Pireo e Retimo.
Nell'ottobre del 2005 nel viene annunciata la cessione alla Pearl Ferry SA, dalla quale viene ribattezzato Oriental Pearl III il 2 novembre successivo. Il 3 novembre lascia definitivamente Il Pireo.
Nel luglio del 2007 viene ribattezzato Morning Shine.
Venduto per la demolizione nell'aprile del 2011, giunge il 7 maggio successivo a Jiangyin, dove viene spiaggiato ed in seguito demolito.

## Navi gemelle
- Caribbean Galaxy
- Sea Trail
- St. Ezekiel Moreno